# Funningur
Funningur is een dorp dat behoort tot de gemeente Funnings kommuna in het noorden van het eiland Eysturoy op de Faeröer. Funningur heeft 95 inwoners. De postcode is FO 475. Het dorp ligt aan de voet van de hoogste berg van de Faeröer, Slættaratindur die 882 meter hoog is, en kijkt uit op twee pyramidevormige bergen aan de overkant van de baai, de Tindur (de hoogste top van het kleine Oyndfjarðarfjall-massief, 503 m) en Skoratindur (529 m).

## Externe link

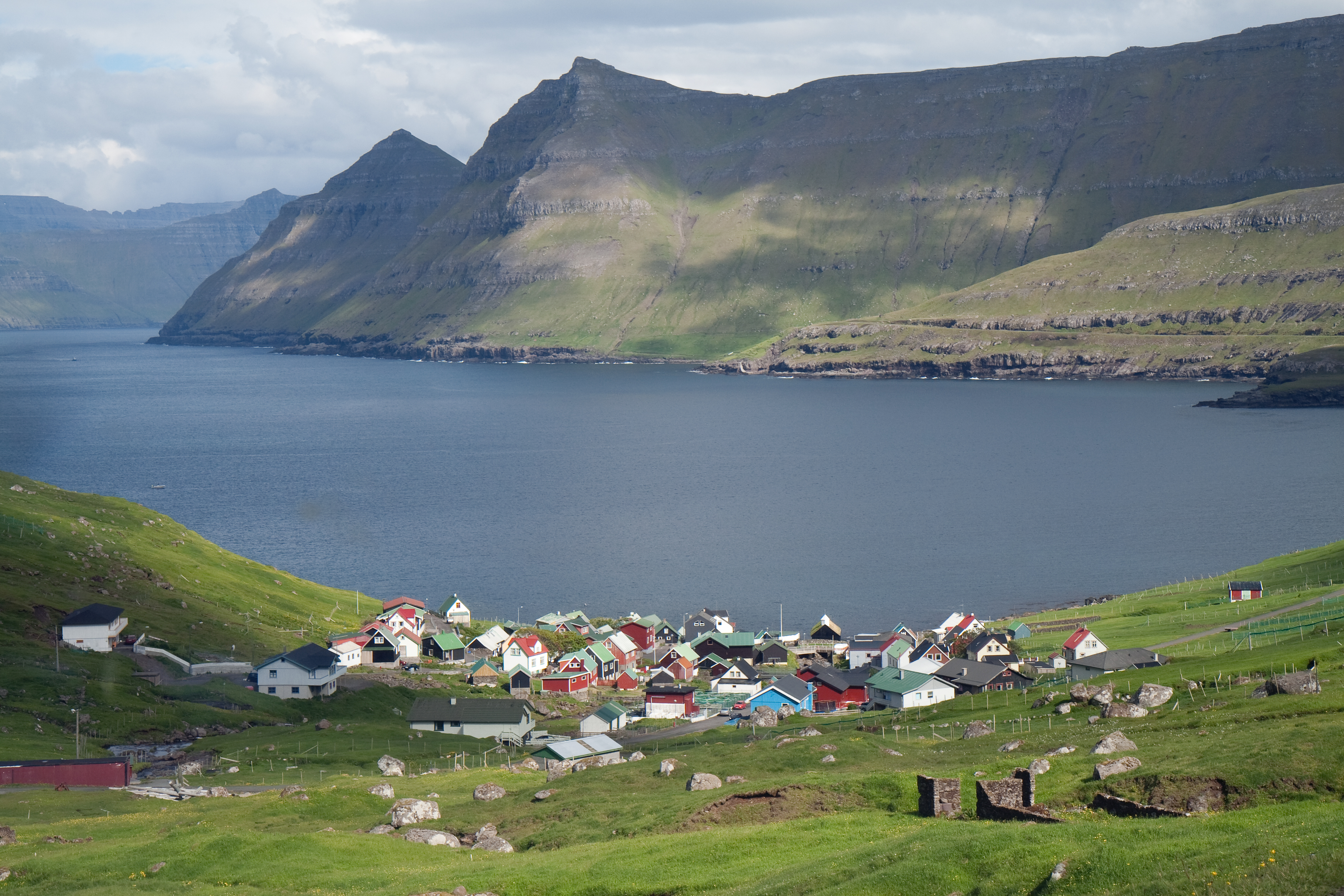
Funningur met Tindur en Skoratindur in juni
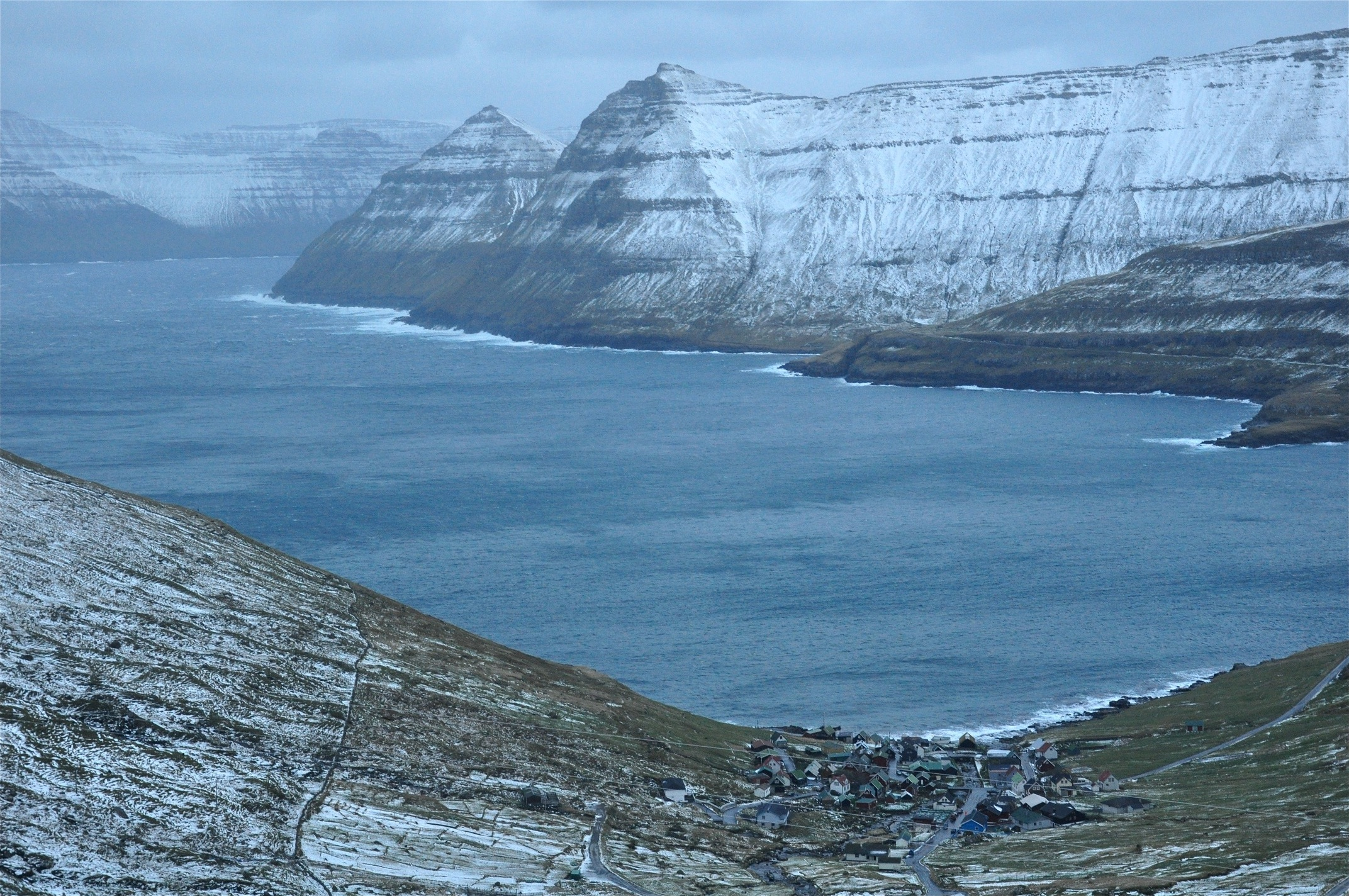
Funningur in oktober
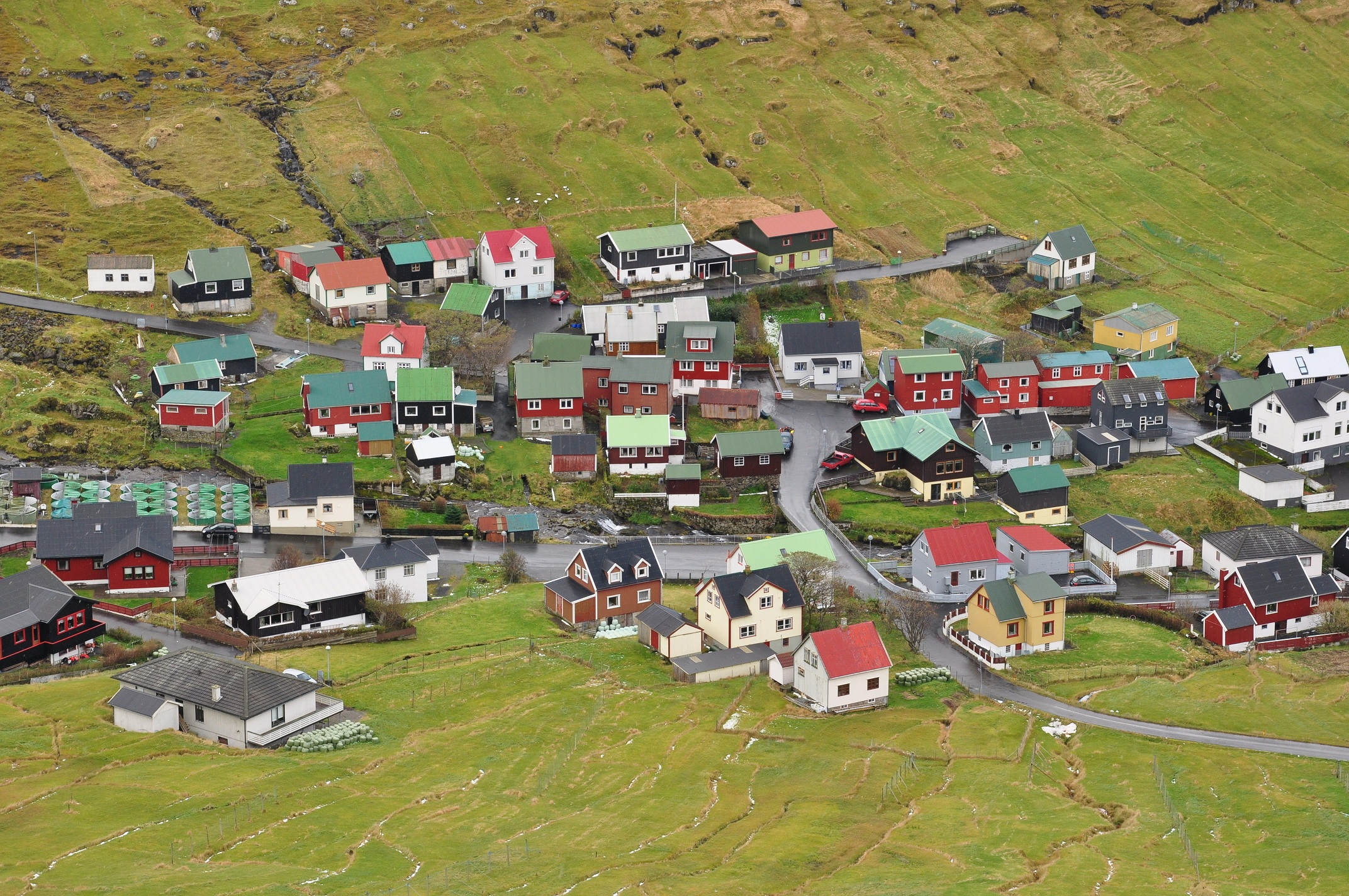
Dorpskern
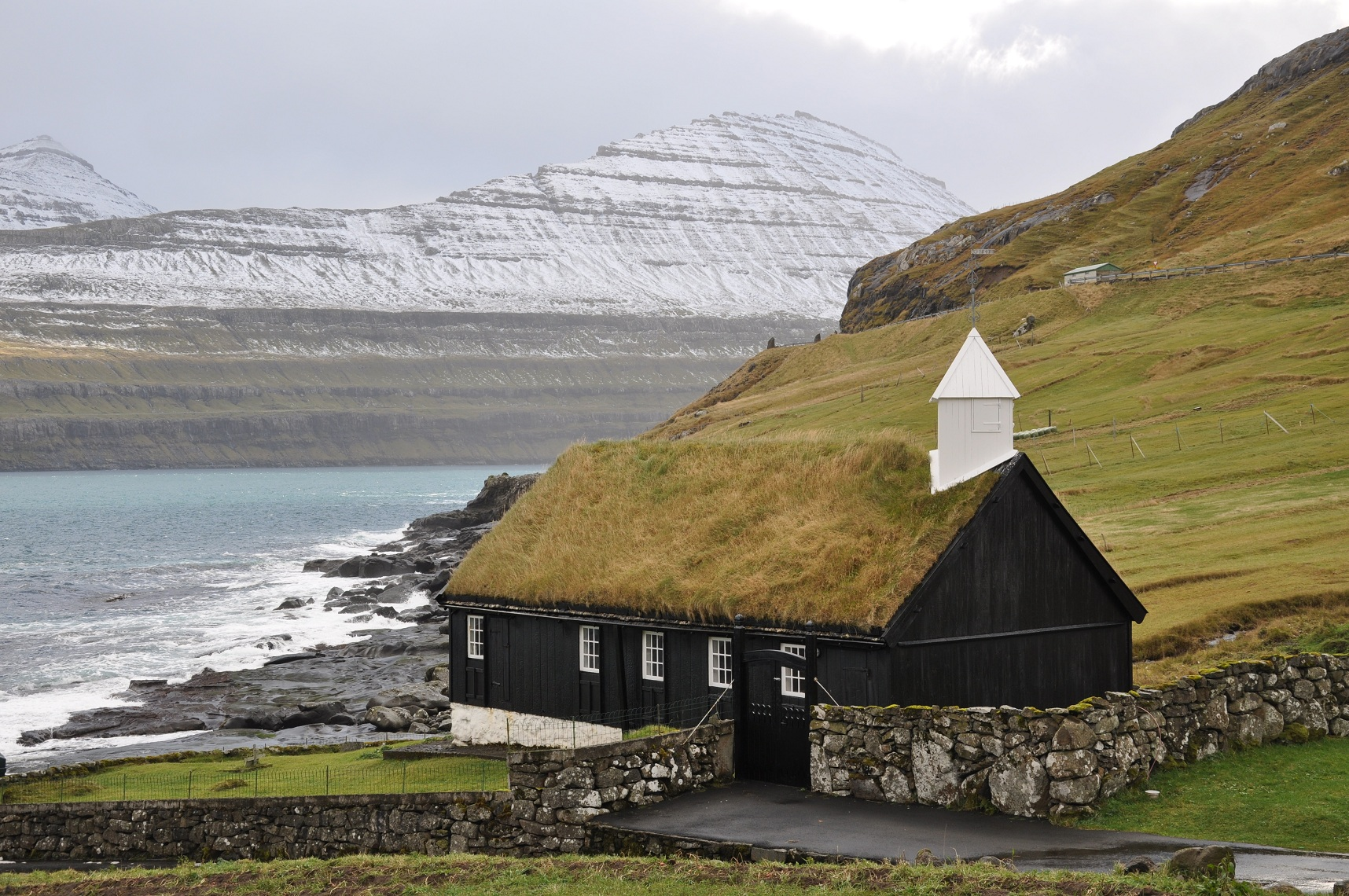
Kerk uit 1847